# Museu da Música
Le Museu da Música (Musée de la musique) est un musée de Lisbonne au Portugal. 
Le musée présente principalement des instruments de musique : plus de mille instruments du XVIe siècle au XXe siècle, européens, mais aussi orientaux ou africains. Parmi les plus réputés on trouve un violoncelle Stradivarius de 1725, le Chevillard, possédé et joué par le roi Louis Ier (qui gouverne de 1861 à 1889),

## Biographie
- Museu da Música (Lisbonne, Portugal), Exposição de instrumentos no Museu da Música, Lisboa : homenagem a Domingos Capela : 1.o centenário de nascimento, Casagraf - Artes Gráficas, 2004 (lire en ligne)